# Гребля Джорф-Торба

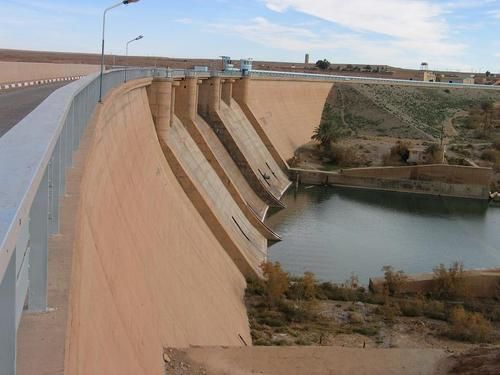
Загальний вид греблі

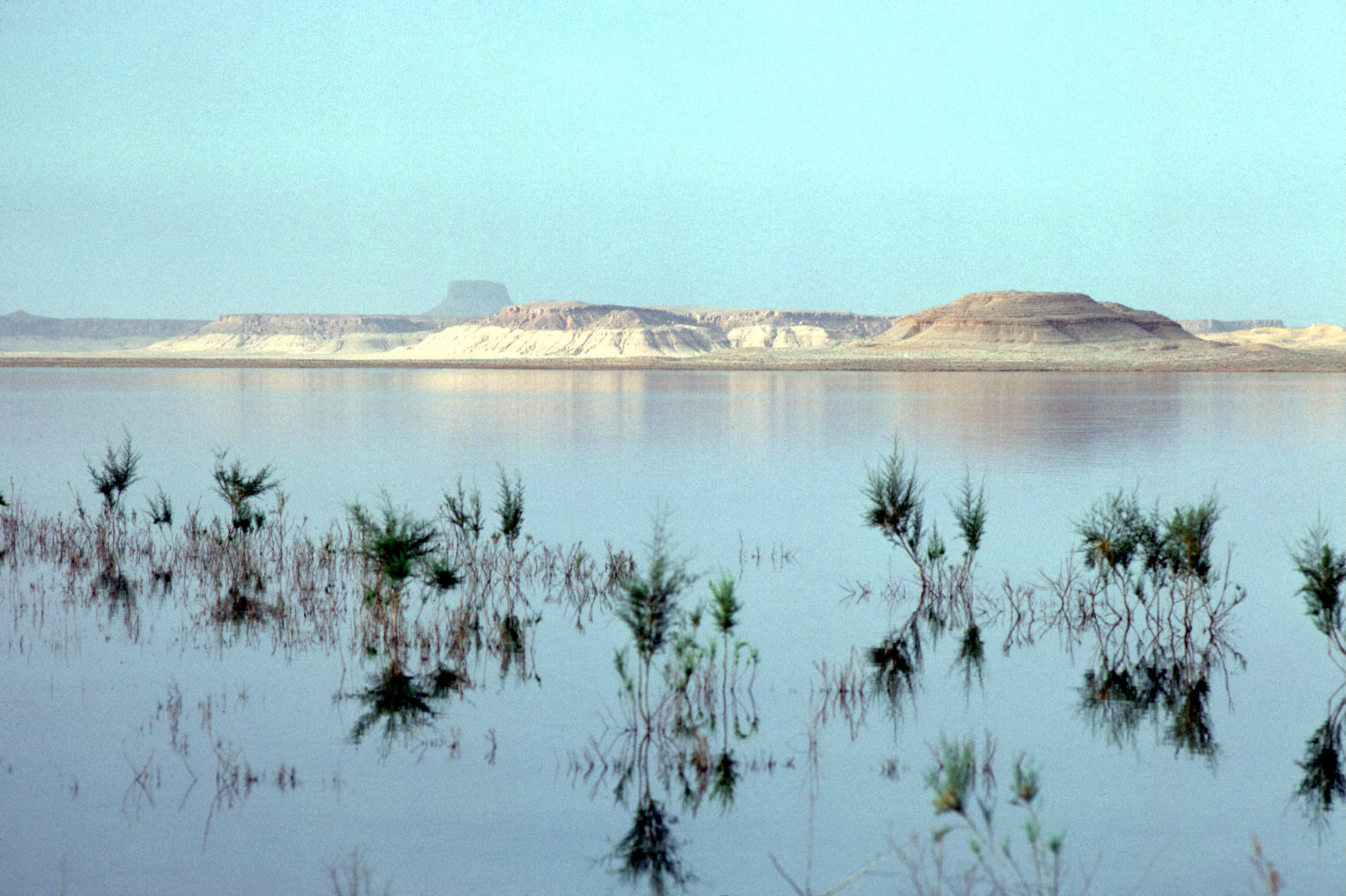
Водосховище греблі, знімок 1975 року

Гребля Джорф-Торба (Djorf Torba) – гідротехнічна споруда на заході Алжиру, неподалік від кордону з Марокко.
Греблю спорудили в 1965 – 1968 роках на уеді Гір (Guir), який тече з гір Марокко до безстічного озера Себха-ель-Мелах (після злиття з уедом Зусфана (Zousfana) русло отримує назву уед Саура (Saoura)). Споруда виконує функцію водопостачання міста Бешар (колишній та, можливо, майбутній центр вуглевидобувної промисловості Алжиру) і іригації району Абадла.
В межах проекту долину уеду перекрили бетонною гравітаційною греблею висотою 37 метрів та довжиною 762 метра. Центральна частина споруди виконана як водопропускна ділянка завдовжки біля сотні метрів з порогом на рівні 699 метрів НРМ (на 7 метрів нижче за інші ділянки греблі), яка розрахована на повінь у 3500 м3/с.
Гребля утворила водосховище площею поверхні 94 км2 з об’ємом 365 млн м3. Площа водозбірного басейну вище від греблі становить 22 тисячі км2. Як показали заміри 1970 – 1982 років, щорічно по уеду Гір проходило 200 млн м3 води (для порівняння, уед Зусфана приносив до уеду Саура лише 6 млн м3), при цьому третина була втрачена на випаровування, а третина скинута під час повеней.
Більшість ресурсу забезпечує марокканська територія. У 2021-му в Марокко на уеді Гір ввели в дію греблю Каддусса, що зробило ситуацію з наповненням водосховища Джорф-Торба критичною.